# Rick Tocchet
Richard "Rick" Tocchet, född 9 april 1964 i Scarborough, Ontario, är en kanadensisk ishockeytränare och före detta professionell ishockeyspelare som tränar Philadelphia Flyers i National Hockey League (NHL) sedan den 14 maj 2025.
Han har tidigare tränat Tampa Bay Lightning, Arizona Coyotes och Vancouver Canucks i NHL.
Tocchet draftades 1983 i sjätte rundan som 125:e spelare totalt av Philadelphia Flyers. Han kom till Flyers säsongen 1984–85 och gjorde 39 poäng och hjälpte laget till Stanley Cup-final. 1992 byttes han bort till Pittsburgh Penguins för Mark Recchi. På 14 slutspelsmatcher gjorde han 19 poäng och hjälpe Penguins att åter igen vinna Stanley Cup.
Tocchet slutade spelade säsongen 2001–02 och blev då en av bara två spelare i NHL:s historia att ha gjort 400 mål och fått ihop över 2000 utvisningsminuter.

## Statistik
| 1981–82    | Sault Ste. Marie Greyhounds | OHL        | 59   | 7   | 15  | 22  | 184  | 11  | 1  | 1  | 2   | 28  |
| 1982–83    | Sault Ste. Marie Greyhounds | OHL        | 66   | 32  | 34  | 66  | 146  | 16  | 4  | 13 | 17  | 67  |
| 1983–84    | Sault Ste. Marie Greyhounds | OHL        | 64   | 44  | 64  | 108 | 209  | 16  | 22 | 14 | 36  | 41  |
| 1984–85    | Philadelphia Flyers         | NHL        | 75   | 14  | 25  | 39  | 181  | 19  | 3  | 4  | 7   | 72  |
| 1985–86    | Philadelphia Flyers         | NHL        | 69   | 14  | 21  | 35  | 284  | 5   | 1  | 2  | 3   | 26  |
| 1986–87    | Philadelphia Flyers         | NHL        | 69   | 21  | 28  | 49  | 288  | 26  | 11 | 10 | 21  | 72  |
| 1987–88    | Philadelphia Flyers         | NHL        | 65   | 31  | 33  | 64  | 299  | 5   | 1  | 4  | 5   | 55  |
| 1988–89    | Philadelphia Flyers         | NHL        | 66   | 45  | 36  | 81  | 183  | 16  | 6  | 6  | 12  | 69  |
| 1989–90    | Philadelphia Flyers         | NHL        | 75   | 37  | 59  | 96  | 196  | —   | —  | —  | —   | —   |
| 1990–91    | Philadelphia Flyers         | NHL        | 70   | 40  | 31  | 71  | 150  | —   | —  | —  | —   | —   |
| 1991–92    | Philadelphia Flyers         | NHL        | 42   | 13  | 16  | 29  | 102  | —   | —  | —  | —   | —   |
| 1991–92    | Pittsburgh Penguins         | NHL        | 19   | 14  | 16  | 30  | 49   | 14  | 6  | 13 | 19  | 24  |
| 1992–93    | Pittsburgh Penguins         | NHL        | 80   | 48  | 61  | 109 | 252  | 12  | 7  | 6  | 13  | 24  |
| 1993–94    | Pittsburgh Penguins         | NHL        | 51   | 14  | 26  | 40  | 134  | 6   | 2  | 3  | 5   | 20  |
| 1994–95    | Los Angeles Kings           | NHL        | 36   | 18  | 17  | 35  | 70   | —   | —  | —  | —   | —   |
| 1995–96    | Los Angeles Kings           | NHL        | 44   | 13  | 23  | 36  | 117  | —   | —  | —  | —   | —   |
| 1995–96    | Boston Bruins               | NHL        | 27   | 16  | 8   | 24  | 64   | 5   | 4  | 0  | 4   | 21  |
| 1996–97    | Boston Bruins               | NHL        | 40   | 16  | 14  | 30  | 67   | —   | —  | —  | —   | —   |
| 1996–97    | Washington Capitals         | NHL        | 13   | 5   | 5   | 10  | 31   | —   | —  | —  | —   | —   |
| 1997–98    | Phoenix Coyotes             | NHL        | 68   | 26  | 19  | 45  | 157  | 6   | 6  | 2  | 8   | 25  |
| 1998–99    | Phoenix Coyotes             | NHL        | 81   | 26  | 30  | 56  | 147  | 7   | 0  | 3  | 3   | 8   |
| 1999–00    | Phoenix Coyotes             | NHL        | 64   | 12  | 17  | 29  | 67   | —   | —  | —  | —   | —   |
| 1999–00    | Philadelphia Flyers         | NHL        | 16   | 3   | 3   | 6   | 23   | 18  | 5  | 6  | 11  | 49  |
| 2000–01    | Philadelphia Flyers         | NHL        | 60   | 14  | 22  | 36  | 83   | 6   | 0  | 1  | 1   | 6   |
| 2001–02    | Philadelphia Flyers         | NHL        | 14   | 0   | 2   | 2   | 28   | —   | —  | —  | —   | —   |
| NHL totalt | NHL totalt                  | NHL totalt | 1144 | 440 | 512 | 952 | 2972 | 145 | 52 | 60 | 112 | 471 |
| OHL totalt | OHL totalt                  | OHL totalt | 189  | 83  | 113 | 196 | 539  | 43  | 27 | 28 | 55  | 136 |